# Trygve Smith (Tennisspieler)
Trygve Smith (* 20. September 1880 in Oslo; † 10. November 1948 ebenda) war ein norwegischer Tennisspieler und Skisportler, der im Skispringen und der Nordischen Kombination aktiv war.

## Biografie
Smith studierte zwischen 1900 und 1907 an der Technischen Hochschule Dresden und arbeitete anschließend hauptberuflich als Ingenieur, parallel war er zeitweise als Skilehrer tätig und legte dabei in Davos und St. Moritz Skipisten an. Zunächst fand er nach Abschluss seines Studiums eine Anstellung bei Locher & Cie, anschließend war er für die Electrizitätswerke Davos tätig. 1912 kehrte er nach Norwegen zurück, wo er für Grong Gruber arbeitete. 1916 zog er nach Megève, um dort nach dem Vorbild von St. Moritz ein Sportzentrum aufzubauen, da aufgrund des Ersten Weltkriegs der französischen High Society der Zugang zur Schweiz als Wintersportort verwehrt wurde. Zwar wurden die Grundlagen für den späteren Ausbau gelegt, aber aufgrund nicht ausreichender finanzieller Mittel kehrte er bereits im Folgejahr nach Norwegen zurück.

### Tennislaufbahn
Smith spielte in seiner Karriere für den Oslo Tennisklubb. Er nahm 1912 am Tenniswettbewerb der Olympischen Sommerspiele in Stockholm teil. Im Rasen-Einzel unterlag er zum Auftakt dem Schweden Wollmar Boström glatt in drei Sätzen. Im Doppel schied er noch deutlicher mit Herman Bjørklund in der ersten Runde aus und blieb während der Spiele sieglos. Von 1912 bis 1915 sowie 1918 gewann er die norwegischen Meisterschaften im Einzel. 1913, 1914 und 1916 war er im Doppel erfolgreich und 1912 und 1924 außerdem im Mixed-Doppel. Smiths Sohn Finn-Trygve Smith spielte zwischen 1932 und 1934 für die norwegische Davis-Cup-Mannschaft in vier Begegnungen.

### Skikarriere
Smith trat für den Skiklubb Verdande sowie den Oslo Skiklubb an, dem auch sein Bruder Harald Smith angehörte. 1899 sprang er am Solbergbakken in Bærum 36 Meter weit. Bei der Einweihung der Davoser Bolgenschanze sprang er am 28. Februar 1909 46 Meter weit, konnte den Sprung jedoch nicht stehen. Der kurz zuvor gestandene, einen Meter kürzere Sprung seines Bruders blieb somit neuer Skiflugweltrekord.